# Live from New York City
Live from New York City (englisch für „Live aus New York City“) ist das fünfte Videoalbum des US-amerikanischen Rappers Eminem. Es wurde am 13. November 2007 über die Labels Eagle Vision / Eagle Rock auf DVD veröffentlicht. Am 16. November 2009 erschien auch eine Blu-ray-Version. Von der FSK ist das Album ohne Altersbeschränkung freigegeben.

## Hintergrund
Nach Veröffentlichung seines Studioalbums Encore Ende 2004 ging Eminem vom 7. Juli bis 13. August 2005 auf seine dritte Anger Management Tour durch die Vereinigten Staaten. Dabei spielte er auch zwei Konzerte im Madison Square Garden in New York City am 8. und 9. August 2005, die gefilmt und auf diesem Album veröffentlicht wurden.

## Inhalt
Das Album zeigt den Videomitschnitt eines Konzerts von Eminem in New York City aus dem Jahr 2005. Dabei rappt er acht Lieder seines damals aktuellen Albums Encore sowie verschiedene Tracks der Alben The Marshall Mathers LP (Kill You, Stan, The Way I Am), The Eminem Show (Business, Cleanin’ Out My Closet), The Slim Shady LP (Just Don’t Give a Fuck), D12 World (Git Up, How Come, 40 Oz, My Band) und Cheers (Got Some Teeth, The Set Up) sowie den Soundtrack-Song Lose Yourself. Außerdem beinhaltet das Album ein paar Backstage-Szenen vor und während des Konzerts.

## Covergestaltung
Das Albumcover ist in roten Farbtönen gehalten. Es zeigt Eminem beim Auftritt, die Augen geschlossen und das Mikrofon vorm Mund. In der Mitte des Covers befinden sich die Skyline von New York City sowie die weißen Schriftzüge Eminem und Live from New York City.

## Gastbeiträge
Eminem wird bei einigen Liedern des Konzerts von anderen Künstlern unterstützt. So ist seine Rapgruppe D12 bei den Songs Git Up, How Come, 40 Oz, My Band und Lose Yourself vertreten. Der Detroiter Rapper Obie Trice, der damals bei Eminems Label Shady Records unter Vertrag stand, ist bei den Tracks Got Some Teeth und Like Dat zu hören. Auf letzterem ist der damals ebenfalls bei Shady Records unter Vertrag stehende Künstler Stat Quo vertreten, der Eminem außerdem bei den Titeln Stay ’Bout It (Aqua) und The Set Up unterstützt. Außerdem ist Rock Star eine Kollaboration mit dem D12-Mitglied Bizarre. Als Live-DJ fungierte The Alchemist. Zudem rappt Proof bei den meisten Liedern neben Eminem auf der Bühne.

## Titelliste
| #  | Titel                  | Gastmusiker             | Länge |
| -- | ---------------------- | ----------------------- | ----- |
| 1  | Backstage 1            |                         | 5:01  |
| 2  | Evil Deeds             |                         | 2:41  |
| 3  | Mosh                   |                         | 3:19  |
| 4  | Business               |                         | 4:02  |
| 5  | Rain Man               |                         | 1:48  |
| 6  | Ass Like That          |                         | 2:24  |
| 7  | Puke                   |                         | 1:47  |
| 8  | Kill You               |                         | 1:51  |
| 9  | Like Toy Soldiers      |                         | 3:24  |
| 10 | Git Up                 | D12                     | 3:29  |
| 11 | How Come               | D12                     | 6:06  |
| 12 | Rock Star              | Bizarre                 | 1:03  |
| 13 | 40 Oz                  | D12                     | 4:15  |
| 14 | My Band                | D12                     | 4:21  |
| 15 | Backstage 2            |                         | 0:59  |
| 16 | Stan                   |                         | 2:02  |
| 17 | The Way I Am           |                         | 2:23  |
| 18 | Just Don’t Give a Fuck |                         | 1:30  |
| 19 | Got Some Teeth         | Obie Trice              | 2:16  |
| 20 | Stay ’Bout It (Aqua)   | Stat Quo                | 2:45  |
| 21 | The Set Up             | Stat Quo                | 2:50  |
| 22 | Like Dat               | Stat Quo und Obie Trice | 2:00  |
| 23 | Cleaning Out My Closet |                         | 1:35  |
| 24 | Mockingbird            |                         | 2:21  |
| 25 | Just Lose It           |                         | 3:51  |
| 26 | Backstage 3            |                         | 1:55  |
| 27 | Lose Yourself          | D12                     | 6:55  |

## Chartplatzierungen
Live from New York City erreichte Platz 13 in den US-amerikanischen DVD-Charts.

## Rezeption
| Professionelle Bewertungen | Professionelle Bewertungen |
| -------------------------- | -------------------------- |
| Kritiken                   |                            |
| Quelle                     | Bewertung                  |
| laut.de                    | [ 2 ]                      |
| cdstarts.de                | [ 3 ]                      |

Alexander Engelen von laut.de bewertete Live from New York City mit zwei von möglichen fünf Punkten. Er bezeichnet das Videoalbum als „professionell aufgenommenes, definitiv unterhaltsames Konzert.“ Eminems Auftritt biete eine „ordentliche Live-Show“, die ein „dreistöckiges Bühnenbild, übergroße Leinwände, Pyrotechnik [und] mannshohe, aufblasbare Fickfinger“ beinhalte. Negativ falle aber ins Gewicht, dass der Rapper bei den 27 Songs meist „nur eine Strophe und die Hook“ performe und „keine weiteren Extras“ enthalten seien.